# Albias
Albias è un comune francese di 2 904 abitanti situato nel dipartimento del Tarn e Garonna nella regione dell'Occitania.

## Società

### Evoluzione demografica
Abitanti censiti